# Luckaitztal
Luckaitztal (dolnołuż. Lukajca Dolk) – gmina w Niemczech w kraju związkowym Brandenburgia, w powiecie Oberspreewald-Lausitz, wchodzi w skład urzędu Altdöbern.